# دراسات السياسات
تقييم السياسات العمومية هي مزيج من تحليل السياسات وتقييم البرامج. فهي «تشمل دراسة منهجية لطبيعة وأسباب وآثار السياسات العامة البديلة مع التركيز بشكل خاص على تحديد السياسات التي من شأنها تحقيق أهداف معينة.»
كما يدرس تقييم السياسات العمومية النزاعات وحل النزاعات التي تنشأ من وضع السياسات في المجتمع المدني أو القطاع الخاص أو، بشكل أكثر شيوعًا، في القطاع العام (مثل الحكومة).
وهي تركز بشكل خاص على القطاع العام ولكنها تطبق أيضًا على أنواع أخرى من المنظمات (مثل، القطاع غير الهادف للربح). ويتخرج بعض الخبراء في دراسة السياسات من مدارس السياسة العامة بدرجات في السياسة العامة. أو قد يكون لديهم خلفيات في مجال تحليل السياسات وتقييم البرامج وعلم الاجتماع وعلم النفس والفلسفة والاقتصاد وعلم الإنسان والجغرافيا والقانون والعلوم السياسية والخدمة الاجتماعية والتخطيط البيئي والإدارة العامة.
وعادة ما يركز مجال دراسات السياسات على السياسة الداخلية، مع وجود الاستثناءات الملحوظة في السياستين الخارجية والدفاعية. ومع ذلك، خلقت موجة الـعولمة الاقتصادية، التي تلت ذلك في أواخر القرن 20 وأوائل القرن 21، الحاجة إلى مجموعة فرعية من دراسات السياسات التي تركز على الحوكمة العالمية، خاصة وأنها تتصل بالقضايا التي تتجاوز الحدود السياسية مثل تغير المناخ والإرهاب والانتشار النووي والتنمية الاقتصادية. وعادة ما تتطلب هذه المجموعة الفرعية من دراسات السياسات، والتي يُشار إليها غالبًا باسم دراسات السياسات الدولية، إتقان لغة ثانية والانتباه إلى القضايا المشتركة بين الثقافات من أجل معالجة التحيزات القومية والثقافية. فعلى سبيل المثال، يقدم معهد مونتيري للدراسات الدولية في كلية ميدلبري برامج ماجستير في الفنون تركز حصريًا على السياسة الدولية من خلال مزيج من التحليل المتعدد التخصصات وبين الثقافات والذي يسمى باسم «مونتيري واي» (طريق مونتيري).